# 葛山氏元
葛山 氏元（かつらやま うじもと、永正17年（1520年） - 天正元年（1573年）2月）は、戦国時代の武将。駿河国駿東郡の国衆で、葛山城城主。妻は北条氏綱の娘・ちよ。。

## 略歴
葛山氏は駿河国の東部に広域にわたって在地領主制を展開した国衆。その支配地域が今川氏の駿河、武田氏の甲斐、北条氏の相模の三国の国境沿いに位置していた。
出自については葛山氏広の養子と考えられており、『為和集』の朱注に基づき葛山貞氏（播磨守）の子で、氏広の養子になったとする説が出されているが、『為和集』の朱注は近世に付されたものであり、北条氏時が葛山氏を継承して氏広を子とする等の信憑性に乏しい記述もあることから確定出来ない。
天文4年（1535年）以前に元服して八郎と称し、天文6年（1537年）に今川義元と北条氏綱が争った河東一乱の際には氏広と共に北条方についた。天文8年（1539年）以前に氏広が死去すると家督を継いだが、しばらくは氏広後室が領域支配にあたったとされている。
後北条氏に従属している間に、大永6年（1526年）生まれの氏綱の娘「ちよ」と婚姻しているが、河東一乱で北条氏と今川氏が衝突する最中の天文14年（1545年）、突如北条氏から離反して今川氏に従属した。その功績によって御厨地方を与えられ、以後は氏広同様に御一家衆としての待遇を受けて駿府に居住した。
永禄後年には同盟関係にあった武田・今川氏の関係が険悪化し、永禄11年（1568年）末に武田信玄が今川領国への侵攻を行った（駿河侵攻）際には氏元は朝比奈信置や瀬名貞綱らと武田方に内応し、翌永禄12年2月1日には武田家臣穴山信君とともに今川氏と同盟関係にある相模後北条氏の後援を受けた富士郡の富士信忠の守る大宮城（富士宮市）を共に攻めている（『静岡県史』資料編8 - 358号）。戦功によって、従来の駿東郡に加えて富士郡の一部も領有したと考えられている。
氏元は信玄の六男・信貞を次女・おふちの婿養子とし家督を譲り、元亀3年（1572年）には信貞が家督を継承していることが確認出来る。信貞は分郡領主として葛山城に赴任しておらず、在地支配は武田家臣となっていた葛山氏庶流・御宿氏の御宿友綱が行っていたと考えられている。
その後後北条氏と内通して武田氏への謀反を企図したことが露見し（「松平記」）、天正元年（1573年）2月末、信玄の命令によって信濃国諏訪湖へ入水した（仏眼禅師語録）。「甲乱記」は一門が悉く諏訪湖に沈み果てたとし、「松平記」は諏訪で一門5人が磔にされたとそれぞれ伝えている。黒田基樹はこの中に氏元の男子3人も含まれていたと推定し、氏元等の粛清は信玄の亡くなる直前のことであることから、信貞を巡る環境を整えることを優先して強引に処置した可能性を指摘している。